# Octon
 Octon  es una población y comuna francesa, situada en la región de Occitania, departamento de Hérault, en el distrito de Lodève y cantón de Clermont-l'Hérault.

## Enlaces externos

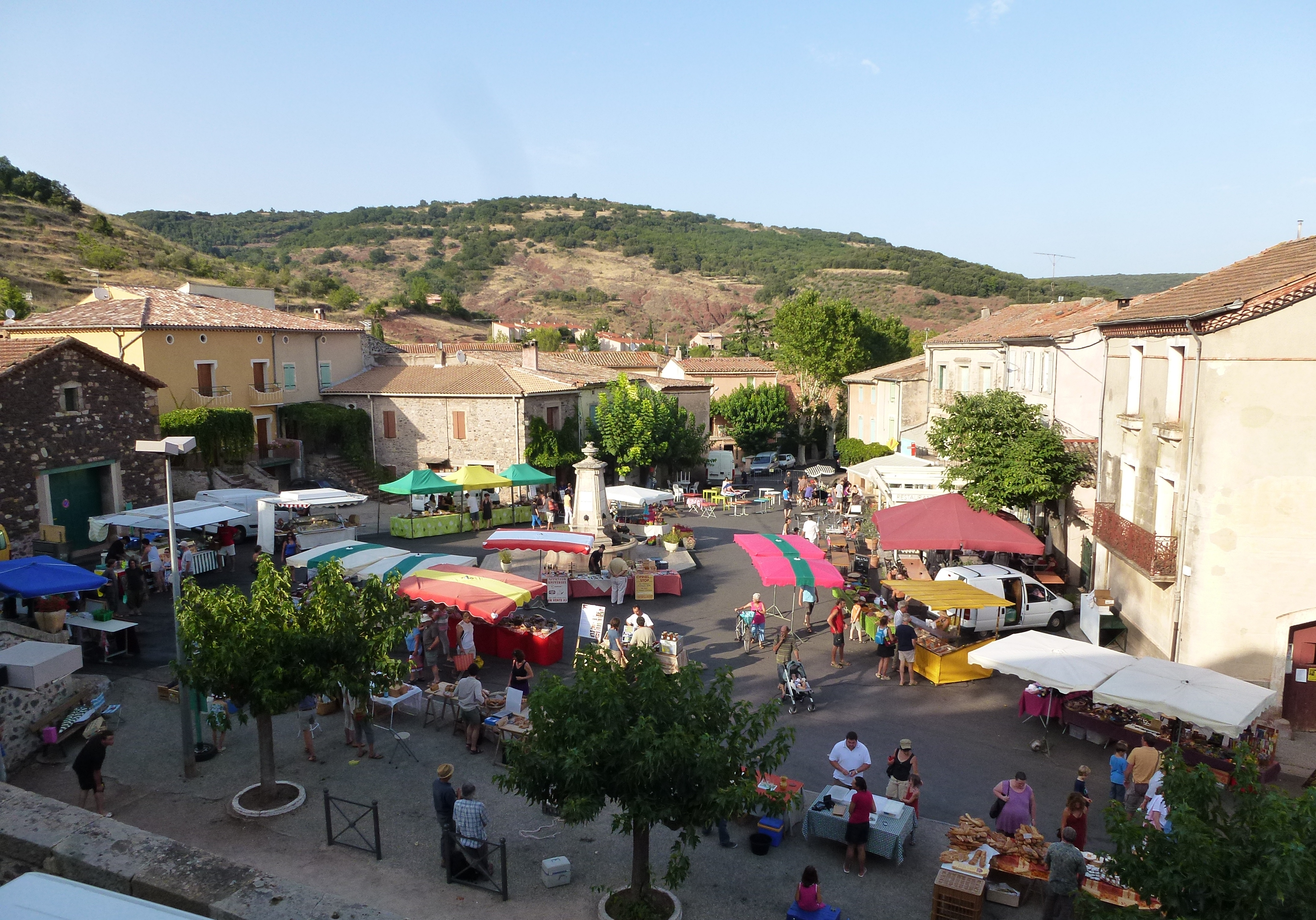
Mercado en Grand Place de Octon

## Demografía
| 286 | 253 | 220 | 243 | 350 | 397 | 493 |
| Para los censos de 1962 a 1999 la población legal corresponde a la población sin duplicidades (Fuente: INSEE [Consultar]) |     |     |     |     |     |     |